# Лараед, Али
Али Лараед (араб. علي العريّض‎; род. 15 августа 1955, Меденин, Тунис) — тунисский политический и государственный деятель, премьер-министр Туниса с 14 марта 2013 по 29 января 2014.

## Биография
Али Лараед родился 15 августа 1955 года в городе Меденин.
С 1981 года являлся главным проводником идей Партия возрождения. В 1990 году при президенте Зин эль-Абидин Бен Али был арестован и осуждён на 15 лет.
После победы второй Жасминовой революции он был избран в парламент страны. В правительстве своего предшественника Хамади Джебали Али Лараед занимал с 20 декабря 2011 года пост министра внутренних дел. После народных волнений 19 февраля 2013 года Хамади Джебали ушёл в отставку.

### Во главе правительства
Через 3 дня президент Туниса Монсеф Марзуки рекомендовал на пост премьер-министра страны Али Лараеда. Премьер-министр Туниса Али Лараед 8 марта 2013 года сформировал новое правительство. Через пять дней правительство было приведено к присяге.
Али Лараед не стремился удержать власть любой ценой. Ему досталась сложная ситуация в стране. Поэтому летом этого же года после ряда демонстраций в столице правительство назначило на 17 декабря выборы в новый парламент.. Демонстрации продолжались, и в первый день августа профсоюзы Туниса поставили ультиматум правительству с требованием уйти в отставку в течение недели.
В сложной политической обстановке осенью 2013 года ситуация достигла критического противостояния. 25 октября в столице страны Тунисе начался «национальный диалог» между властью и оппозицией. Премьер обещал в ноябре уйти в отставку.
После сложившейся взрывоопасной ситуации в стране Али Лараед выполнил своё обещание. После того, как было с оппозицией согласовано имя нового премьера (Мехди Джомаа) и время новых выборов (2014 год), прежний премьер-министр покинул пост.